# Alcathousites asperipennis
Alcathousites asperipennis là một loài bọ cánh cứng trong họ Cerambycidae.